# Sigfried Giedion
Sigfried Giedion (Praag, 14 april 1888 – Zürich, 10 april 1968) was een Tsjechisch-Zwitserse architectuurhistoricus. Hij wordt onder andere door het schrijven van Space, Time & Architecture (1941) gezien als voortrekker van de moderne architectuur.
Giedion kreeg les van Heinrich Wölfflin. Hij studeerde aan de Universiteit Zürich, Massachusetts Institute of Technology en de Harvard-universiteit. Als secretaris van de Congrès Internationaux d'Architecture Moderne was hij nauw betrokken bij de ontwikkeling van de moderne architectuur.
Hij trad in 1928 toe tot de groep die het Zwitserse project Werkbundsiedlung Neubühl moest realiseren.
Vaak wordt hem verweten dat hij door zijn nauwe betrokkenheid bij de moderne beweging, geen onpartijdig oordeel zou kunnen hebben als kunsthistoricus. Zo oordeelde hij dat Rietvelds Rood-blauwe stoel geen precedent in de kunstgeschiedenis zou hebben, terwijl andere kunsthistorici hem met eerder werk van Frank Lloyd Wright of Berlage vergelijken.
In Nederland is de invloed van Giedions ideeën vooral merkbaar in het werk van het architectenpaar Enrico Hartsuyker en Luzia Hartsuyker-Curjel, dat aan de Eidgenössische Technische Hochschule in Zürich bij hem had gestudeerd. 

## Boeken
- Spätbarocker und romantischer Klassizismus, 1922
- Befreites Wohnen, Zürich, 1929
- Space, Time & Architecture: the growth of a new tradition, 1941 - Harvard University Press, 5th edition, 2003, ISBN 0674830407
- Mechanization Takes Command: : a contribution to anonymous history, Oxford University Press 1948
- Architecture, You and Me: The Diary of a Development, Harvard UP 1958
- The Eternal Present, 1964
- Building in France, Building in Iron, Building in Ferroconcrete, Getty Research Institute, 1995